# Zuel (Cison di Valmarino)
Zuel è una località del comune di Cison di Valmarino, in provincia di Treviso. Formalmente, è considerata parte della frazione Rolle.

## Geografia fisica
Il toponimo Zuel deriva probabilmente da iugum "giogo", ovvero "valico montano". La località, infatti, mette in comunicazione il fondo della Vallata con i rilievi del versante sud superando il crinale della cosiddetta Costa di Zuel.
Si articola in realtà in due borgate distinte, distanti tra loro circa 2,5 km: Zuel di Qua e Zuel di Là, rispettivamente a destra e a sinistra della strada che da Gai conduce a Rolle.

## Monumenti e luoghi d'interesse
L'isolamento ha permesso di mantenere intatte queste zone, sia dal punto di vista naturale che antropico.

### Chiesa di Santa Lucia
Situata nei pressi di Zuel di Qua, è attestata sin dal 1397. Le erano annessi anche dei terreni, in seguito passati alla prebenda dei Santi Pietro e Paolo di Mareno di Piave con l'obbligo che il 13 dicembre, giorno della patrona, vi fosse celebrata una messa e le fossero offerte due candele.
Tra il 1719 e il 1720 l'edificio fu ampliato con la realizzazione del coro e, forse, del campanile. In questa occasione venne anche arricchita con una pala del pittore austriaco Mattia Grempsel. Ulteriori lavori furono condotti nel 1899, durante i quali vennero alla luce alcuni scheletri che proverebbero l'esistenza di un cimitero.
A lungo la devozione popolare e alcuni lasciti testamentari garantirono che la chiesa rimanesse attiva, con la celebrazione della messa in tutte le festività e anche in alcuni giorni feriali. Tuttavia, dalla metà dell'Ottocento la chiesa non ebbe più un proprio sacerdote e le messe (solo due al mese) vennero officiate dal cappellano di Rolle.

### Chiesa delle Sante Irene e Eurosia
Posta a ponente di Zuel di Qua, fu realizzata a partire dal 1764 su iniziativa del conte Brandolino Brandolini e dietro il consenso del vescovo di Ceneda Lorenzo Da Ponte. Conserva una pala attribuita a Egidio o a Bartolomeo Dall'Oglio che rappresenta i santi Eurosia, Irene e Francesco di Paola. Sant'Eurosia, festeggiata il 25 giugno era molto venerata in zona in quanto protettrice dei raccolti.